# Neal Cotts

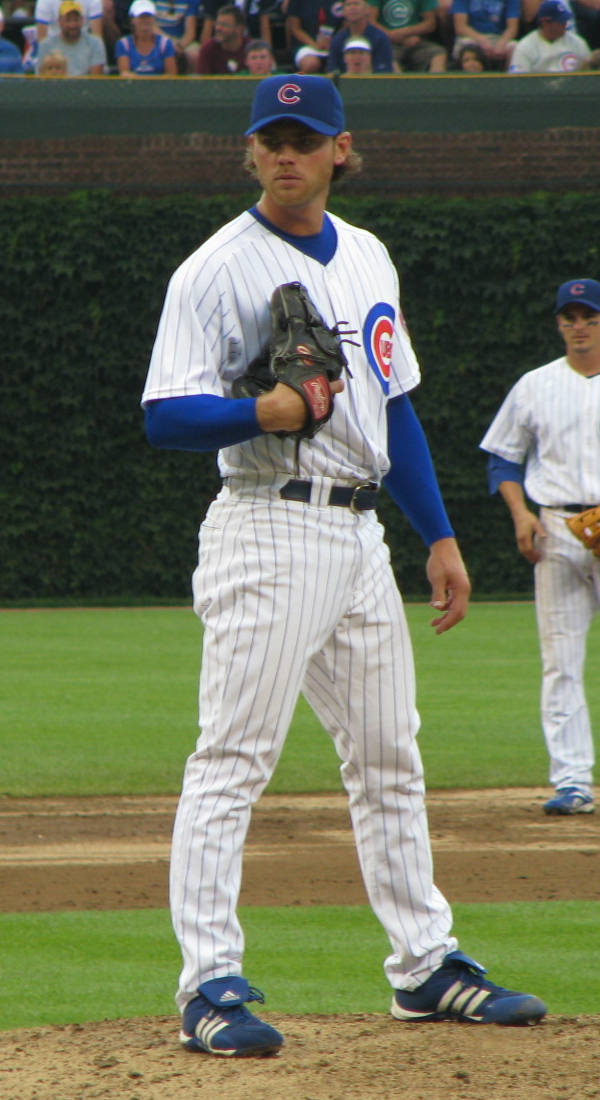
Imagem do Jogador de beisebol norte-americano Neal Cotts.

Neal Cotts é um jogador profissional de beisebol norte-americano.

## Carreira
Neal Cotts foi campeão da World Series 2005 jogando pelo Chicago White Sox. Na série de partidas decisiva, sua equipe venceu o Houston Astros por 4 jogos a 0.